# Trichaeta biplagiata
Trichaeta biplagiata är en fjärilsart som beskrevs av Rothschild 1912. Trichaeta biplagiata ingår i släktet Trichaeta och familjen björnspinnare. Inga underarter finns listade i Catalogue of Life.